# Crüger (cráter)

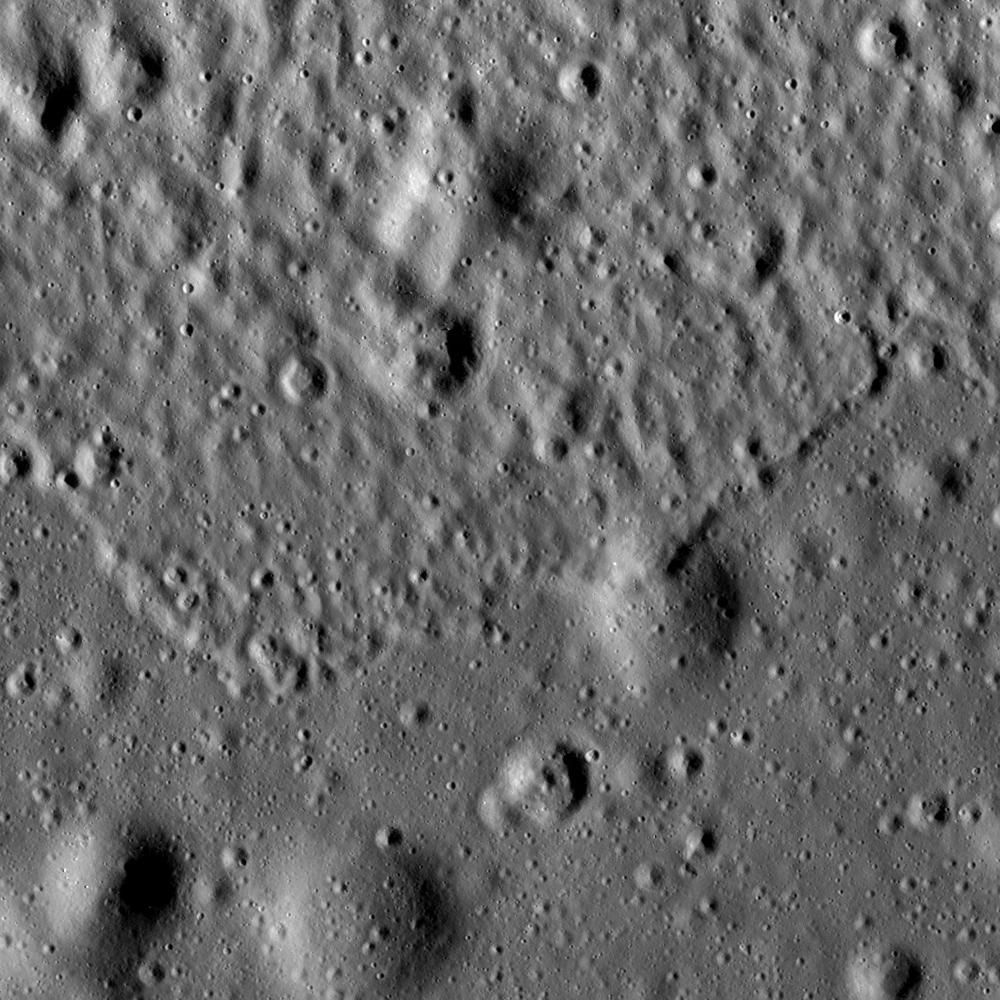
Fotografía de la misión Lunar Reconnaissance Orbiter

Crüger es un cráter de impacto que se encuentra en la parte occidental de la Luna, al noreste de la llanura amurallada del mucho más grande cráter Darwin.
La característica más distintiva de este cráter es su suelo interior muy oscuro, con uno de los albedos más bajos de toda la Luna. La superficie ha sido recubierta por flujos de lava basáltica y solo ha sido expuesto a una cantidad mínima de deposición de los materiales expulsados por otros impactos. Su suelo carece casi por completo de rasgos distintivos, con solo un pequeño cráter cerca del centro y algunos otros impactos aún más diminutos. El borde externo es bajo y casi circular, y no ha sido modificado de manera significativa por otros impactos.

## Cráteres satélite
Por convención estos elementos son identificados en los mapas lunares poniendo la letra en el lado del punto medio del cráter que está más cerca de Crüger.
|        | \| Crüger \| Coordenadas \| Diámetro \| \| ------ \| ------------------------------ \| -------- \| \| A \| 16°00′S 62°42′O / -16.0, -62.7 \| 27 km \| \| B \| 17°12′S 71°36′O / -17.2, -71.6 \| 13 km \| \| C \| 16°48′S 61°54′O / -16.8, -61.9 \| 12 km \| \| D \| 15°18′S 64°30′O / -15.3, -64.5 \| 12 km \| \| E \| 17°30′S 65°12′O / -17.5, -65.2 \| 16 km \| \| F \| 14°12′S 64°24′O / -14.2, -64.4 \| 9 km \| \| G \| 17°54′S 68°00′O / -17.9, -68.0 \| 8 km \| \| H \| 18°00′S 65°12′O / -18.0, -65.2 \| 7 km \| |          |
| Crüger | Coordenadas | Diámetro |
| A      | 16°00′S 62°42′O / -16.0, -62.7 | 27 km    |
| B      | 17°12′S 71°36′O / -17.2, -71.6 | 13 km    |
| C      | 16°48′S 61°54′O / -16.8, -61.9 | 12 km    |
| D      | 15°18′S 64°30′O / -15.3, -64.5 | 12 km    |
| E      | 17°30′S 65°12′O / -17.5, -65.2 | 16 km    |
| F      | 14°12′S 64°24′O / -14.2, -64.4 | 9 km     |
| G      | 17°54′S 68°00′O / -17.9, -68.0 | 8 km     |
| H      | 18°00′S 65°12′O / -18.0, -65.2 | 7 km     |